# Байгазінська сільська рада
Байга́зінська сільська рада (башк. Байғаҙы ауыл советы, рос. Байгазинский сельский совет) — муніципальне утворення у складі Бурзянського району Башкортостану, Росія. Адміністративний центр — присілок Байгазіно.

## Населення
Населення — 761 особа (2019, 774 в 2010, 799 в 2002).

## Склад
До складу поселення входять такі населені пункти:
| Населений пункт        | Населення, осіб (2002) | Населення, осіб (2010) |
| ---------------------- | ---------------------- | ---------------------- |
| Байгазіно, присілок    | 409                    | 360                    |
| Новоусманово, присілок | 390                    | 414                    |